# Peribunyaviridae
Famille
Les Peribunyaviridae sont une famille de virus de l'ordre des Bunyavirales. Elle tient en partie son nom de la ville de Bunyamwera en Ouganda où la première espèce de cette famille a été découverte.

## Taxonomie
La famille contient quatre genres :
- Herbevirus
- Orthobunyavirus
- Pacuvirus
- Shangavirus

## Virus non classés
Plusieurs virus de cette famille demeurent non assignés à un genre (incertae sedis). C'est le cas du virus Akhtuba, du virus Fulton, du virus Khurdun, du virus Lakamha, du largemouth bass bunyavirus (nommé d'après l'achigan à grande bouche), du Eriocheir sinensis bunya-like virus (nommé d'après le crabe chinois) et du Wenling crustacean virus 9.

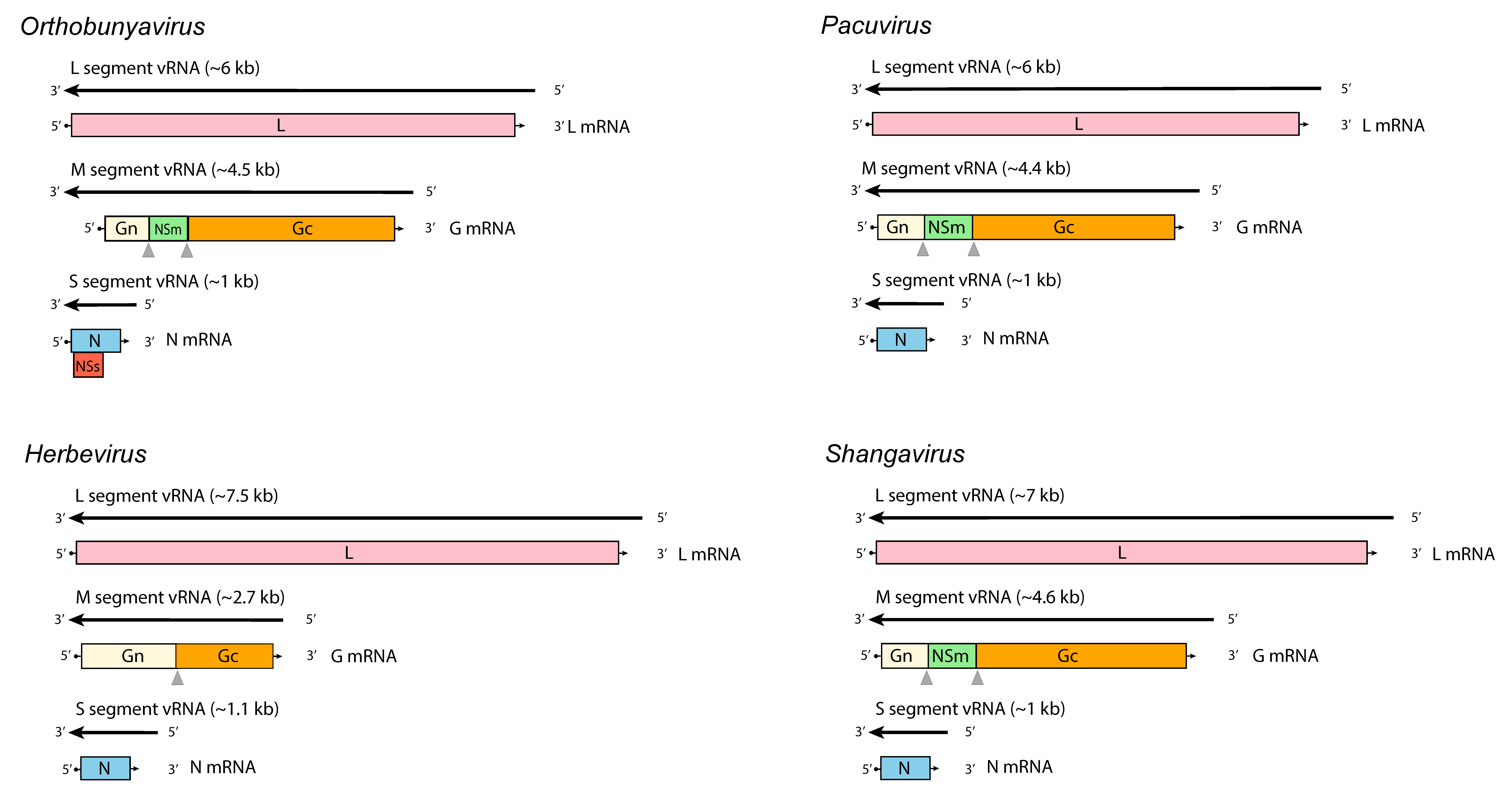
Génomes des orthobunyavirus, herbevirus, pacuvirus et shangavirus de la famille des Peribunyaviridae.